# Ati Kepo
Ati Kepo (Papúa Nueva Guinea, 15 de enero de 1996) es un futbolista de Papúa Nueva Guinea que juega en la posición de delantero con el Hekari United de la Liga Nacional de Fútbol de Papúa Nueva Guinea.

## Carrera

### Club
| Periodo | Club          |
| ------- | ------------- |
| 2019-   | Hekari United |

### Selección nacional
Kepo debutó con Papúa Nueva Guinea el 8 de julio de 2019 en la victoria por 6-0 sobre Samoa en un partido amistoso donde anotó su primer gol internacional.
Kepo volvió a ser convocado el 18 de marzo de 2022 en un partido ante Nueva Zelanda en la derrota por 0-1 por la clasificación de OFC para la Copa Mundial de Fútbol de 2022. El 24 de marzo de 2022 Kepo anotó su segundo gol internacional en la victoria por 2-1 sobre Fiyi, con lo que logró la clasificación a la fase final para enfrentar a Islas Salomón donde anotó otro gol en la derrota por 2-3.

## Logros
- Liga Nacional de Fútbol de Papúa Nueva Guinea (2): 2023, 2024